# White Lines
White Lines ist eine Fernsehserie des spanischen TV-Produzenten Álex Pina. Die zehnteilige spanisch-englische Koproduktion erschien am 15. Mai 2020 beim Video-on-Demand-Anbieter Netflix. Die Serie wurde nach einer Staffel eingestellt.

## Handlung
Im Jahr 2020 spült ein Starkregen in der spanischen Halbwüste von Almería den mumifizierten Leichnam von Axel Collins frei, einem in Manchester geborenen DJ, der vor zwanzig Jahren auf Ibiza verschwand. Seine jüngere Schwester Zoe Walker ist frustriert, als sie erfährt, dass der Mord an Axel Collins aufgrund der spanischen Strafverfolgungsgesetze verjährt ist und nicht untersucht wird, weshalb sie selber auf Ibiza den Täter ermitteln will. Andreu Calafat, ein mächtiger Geschäftsmann im Nachtclubgewerbe auf der Insel und Patriarch, ist beunruhigt zu erfahren, dass Axels Leiche auf seinem Grundstück geborgen wurde. Er beauftragt seinen Sicherheitschef „Boxer“ herauszufinden, ob seine Frau Conchita oder sein Sohn Oriol in den Mord an Axel einst verwickelt waren. Die Ermittlungen von Zoe und Boxer kollidieren, als sie gleichzeitig bei Marcus, Axels ehemals besten Freund, erscheinen, um ihn zu befragen.
Axels einstige Freundin Kika Calafat kehrt mitten in einem Familienstreit nach Ibiza zurück und freundet sich schnell mit Zoe an, die sich widerwillig mit Boxer zusammengetan hat, um mehr über den Tod ihres Bruders zu erfahren. Zoe verhört Axels drei alte Freunde und Weggefährten aus Manchester – Marcus, dessen Ex-Frau Anna und den Spiritualisten David – und unternimmt drastische Schritte, um deren Schweigen zu brechen. Sie entwendet eine Kokainlieferung von Marcus, wodurch dieser seine Verbindlichkeiten bei zwei rumänischen Drogenkurieren nicht begleichen kann, diese ihm ein Bein brechen und ein kurzfristiges Ultimatum zur Rückzahlung setzen.
Zoe und Boxer geraten unterdessen mit dem Kokain in eine Polizeikontrolle und flüchten mit Boxers Golf I Cabrio. Während der daraus resultieren Verfolgungsjagd entsorgt Boxer die Kokainpakete, weshalb sich Zoe letztlich (nur) für die Flucht vor Gericht verantworten muss und bis zur Gerichtsverhandlung die Insel nicht verlassen darf. Boxer ermordet die beiden Rumänen auf deren Kutter und versenkt die Leichen.
Andreu provoziert Oriol und Conchita, als er Kika bittet, die Leitung des Familienunternehmens zu übernehmen. Oriol, der entschlossen ist, sich vom Mordvorwurf zu entlasten, foltert den verdächtigen DJ Cristóbal Martínez mit lauter Musik, bis dessen Trommelfelle platzen, worauf erneut eine Fehde zwischen den mächtigsten Familien Ibizas ausbricht.
Conchitas Versuch, die wachsenden Spannungen zwischen den Familien Calafat und Martínez wieder zu entschärfen, scheitern. Stattdessen erleidet ihr Mann Andreu durch einen fingierten Straßenverkehrsunfall eine Querschnittslähmung. Zoes Vater Clint, ein pensionierter Polizeibeamter, trifft auf Ibiza ein und bedrängt sie, mit ihm nach Manchester zurückzukehren, was diese ablehnt. Seine Einmischung treibt sie näher an Boxer heran, der gesteht, dass er die rumänischen Drogenhändler ermordet hat, um sie und Marcus zu schützen.
Zoe hadert mit ihrem Gewissen, weil sie, obwohl verheiratet, mit Boxer geschlafen hat. Die Calafats vereinigen sich angesichts der lebensverändernden Verletzungen von Andreu, wohl wissend, dass sein Unfall von Pepe Martínez inszeniert wurde. Während Marcus sich von seinem gebrochenen Bein erholt, entfacht seine Liebe mit Anna erneut.
Marcus, immer noch mit seiner Zahlungsunfähigkeit konfrontiert, weiht Zoe in einen gefährlichen Plan zur Bergung weiterer Kokainpäckchen ein, doch beim Tauchgang werden versehentlich die Leichen der rumänischen Drogenhändler aufgeschwemmt. Zoe vergräbt diese mit Boxers Hilfe im Wald.
Zoe wird mit unbequemen Wahrheiten konfrontiert, als David ihr Fotos von der Nacht zeigt, in der Axel ermordet wurde. Zwischen Kika und Oriol brauen sich Spannungen auf, während die Calafats über die Zukunft ihrer Familienunternehmen beraten.
Axels Freunde und deren Angehörige versammeln sich, um bei einem Wiedersehensessen seiner zu gedenken, doch der Abend gerät durch Marcus außer Kontrolle. Zoe ist wütend, dass Boxer den anderen Gästen ihre Affäre offenbart, während Marcus nach einem Zusammenstoß mit Annas Verlobtem George weiter gedemütigt wird. Clint behält Zoe weiterhin aus der Ferne im Auge.
Zoes Ehemann und Tochter treffen überraschend auf Ibiza ein, weshalb sie mit Anna debattiert, ob sie ihre Affäre mit Boxer gestehen soll. Annas rücksichtsloses Verhalten bringt Zoes Tochter in Gefahr. David leitet eine Vermittlungssitzung zwischen den Calafats, und Kika zwingt Oriol, sich seiner sexuellen Anziehung zu ihrer Mutter zu stellen. Clint folgt einer Spur zu Cristóbal Martínez, der einen entscheidenden Hinweis aufdeckt, wodurch Oriol unter Verdacht gerät.
Clint entführt Oriol, um ihn nach England zu verschleppen, wo er sich für den vermeintlichen Mord an Axel verantworten soll. Zoe und Boxer schließen sich zusammen, um ihn daran zu hindern, Ibiza zu verlassen, aber die Ereignisse nehmen eine tragische Wendung und Clint stirbt. Die trauernde Zoe ist zornig entschlossen, sich zu rächen, und foltert Boxer mit einem Hochdruckreiniger, um in Gegenwart von Anna die tatsächlichen Todesumstände ihres Bruders und Vaters zu erfahren. In Rückblenden werden die Ereignisse aus der Nacht von Axels Verschwinden gezeigt, wodurch die Beziehung zwischen Axel, Marcus und Anna eine überraschende, düstere Wendung bekommt. Zoes Handlungen lösen eine Kette von Ereignissen aus, die schließlich die Wahrheit über den Mord an Axel ans Licht bringen. Zum Ende erscheinen Familienangehörigen der beiden getöteten rumänischen Drogenkuriere, um deren Verschwinden aufzuklären und die ausstehende Zahlung der Drogen von Marcus einzufordern.

## Produktion
Im Juli 2018 gab Netflix bekannt, dass eine Staffel der Serie in Auftrag gegeben wurde. Gefilmt wurde die Serie zwischen Mai und Oktober 2019.

## Episodenliste
| Nr.                                                                       | Staffel | Deutscher Titel | Regie       |
| ------------------------------------------------------------------------- | ------- | --------------- | ----------- |
| 1                                                                         | 1       | Folge 1         | Nick Hamm   |
| 2                                                                         | 1       | Folge 2         | Nick Hamm   |
| 3                                                                         | 1       | Folge 3         | Luis Prieto |
| 4                                                                         | 1       | Folge 4         | Luis Prieto |
| 5                                                                         | 1       | Folge 5         | Luis Prieto |
| 6                                                                         | 1       | Folge 6         | Ashley Way  |
| 7                                                                         | 1       | Folge 7         | Ashley Way  |
| 8                                                                         | 1       | Folge 8         | Ashley Way  |
| 9                                                                         | 1       | Folge 9         | Nick Hamm   |
| 10                                                                        | 1       | Folge 10        | Nick Hamm   |
| Alle Episoden wurden am 15. Mai 2020 weltweit auf Netflix veröffentlicht. |         |                 |             |

## Besetzung
| Figur                | Schauspieler (2020) | Schauspieler (1990er) | Synchronsprecher (2020) | Synchronsprecher (1990er) |
| -------------------- | ------------------- | --------------------- | ----------------------- | ------------------------- |
| Zoe Walker           | Laura Haddock       | India Fowler          | Sonja Spuhl             |                           |
| Duarte „Boxer“ Silva | Nuno Lopes          | Rafael Morais         | Carlos Lobo             |                           |
| Kika Calafat         | Marta Milans        | Zoe Mulheims          | Runa Aléon              | Marie Terese Katt         |
| Marcus Ward          | Daniel Mays         | Cel Spellman          | Daniel Zillmann         | Karim El Kammouchi        |
| David                | Laurence Fox        | Jonny Green           | Paul Matzke             | Paul-Lino Krenz           |
| Anna                 | Angela Griffin      | Kassius Nelson        | Melanie Pukaß           | Özge Kayalar              |
| Oriol Calafat        | Juan Diego Botto    | Paúl Moré             | Thaddäus Meilinger      | Jonas Lauenstein          |
| Axel Collins         | Tom Rhys Harries    | Tom Rhys Harries      | Jeremias Koschorz       |                           |
| Andreu Calafat       | Pedro Casablanc     | Pedro Casablanc       | Pierre Peters-Arnolds   |                           |
| Conchita Calafat     | Belen Lopez         | Belen Lopez           | Marion Musiol           |                           |
| Clint Collins        | Francis Magee       | Francis Magee         | Erich Räuber            |                           |

## Kategorisierung
Nach Meinung der Süddeutschen Zeitung ist White Lines eine „Genre-Mischung“ aus „Krimi-, Familien- und Hedonismus-Geschichte“ mit skurrilen Elementen, elektronischer Musik und spektakulär inszenierten Partys. Für die Frankfurter Allgemeine Zeitung ist die „Hybridserie“ teils „Mysterythriller, teils skurril, teils ernsthaft“. Die Wiener Zeitung kategorisiert die „Räubergeschichte“ als einen wilden Genremix aus „Thriller über die Komödie bis zum großen Drama“, ergänzt um eine „Familiensaga“. Nach Meinung von Nick Allen bei Roger Ebert beginnt die Serie als „Aufklärung eines mysteriösen Todes“ (engl. „Mystery“) und entwickelt sich zu einem „Fantasy Adventure“ für die Hauptdarstellerin. Für Martin Schwickert von der Rheinischen Post „verquirlt“ die Serie munter „Familiensaga, Whodunit-Plot, Romanze, Actionelemente und ein gerütteltes Maß an Lifestyle-Voyeurismus“.

## Rezension
Die Website des Filmkritik-Aggregators Rotten Tomatoes ermittelte für die erste Staffel eine Zustimmung von 63 % mit einer durchschnittlichen Bewertung von 6,57/10, basierend auf 16 Rezensionen. Deren zusammenfassendes Urteil der Kritiken lautet: „Ein schmackhaftes, selbstgefälliges Gewirr von Geheimnissen, White Lines ist eine Sehenswürdigkeit – auch wenn es unter der Oberfläche nicht viel zu sehen gibt“.

„Man nehme eine Insel im Mittelmeer, elektronische Musik, eine große Menge Drogen, eine Prise Sex und die gerade entdeckte Leiche eines jungen Briten, der vor zwanzig Jahren vermeintlich spurlos verschwand. Dies sind die Zutaten der britisch-spanischen Serie White Lines von Haus des Geldes-Macher Álex Pina. Und das macht, Toter hin oder her, richtig Spaß.“

„Exzess auf ganzer Linie: Die Serie von Haus des Geldes-Showrunner Álex Pina hätte ein geradliniger Whodunit-Krimi sein können. Stattdessen will White Lines alles mitnehmen, vom Familiendrama, über einen Selbstfindungs-Narrativ bis hin zu – der Titel suggeriert es schon – Drogengeschäften. Das unstrukturierte Drehbuch und die größtenteils schwache Darstellerriege halten diesen Mix leider nicht zusammen. […] Zwischen glasklaren elektronischen Beats und schneeweißen Koks-Linien findet die Serie […] leider zu selten zu ihrem eigentlichen Kern: der Whodunit-Geschichte.“

„An Kosten für Ausstattung und Statisten wurde hier nicht gespart. Neben der visuellen Strahlkraft entwickelt die nicht lineare Erzählweise, die von zwei Zeitebenen aus Vorwegnahmen und Rückblenden fluide gegeneinander schneidet, eine Sogwirkung, mit der Pina schon in Haus des Geldes bestach. Allerdings fehlt es den Figuren und der Story von White Lines an der anarchistischen Dramatik des Erfolgswerkes.“

„Komplexe Charaktere und ein realistischer Handlungsverlauf sind nicht das Ding von Showrunner Álex Pina, dabei bleibt es auch mit White Lines. Langeweile muss sich die Serie hingegen zu keiner Sekunde vorwerfen lassen. Das gelegentliche Augenzwinkern der Macher verträgt sich erstaunlich gut mit dem objektiven Ernst der Lage (also einem Mord), eine Prise Seifenoper gibt es obendrauf.“